# Rengo
Rengo is een gemeente in de Chileense provincie Cachapoal in de regio Libertador General Bernardo O'Higgins. Rengo telde 58.825 inwoners in 2017 en heeft een oppervlakte van 592 km².

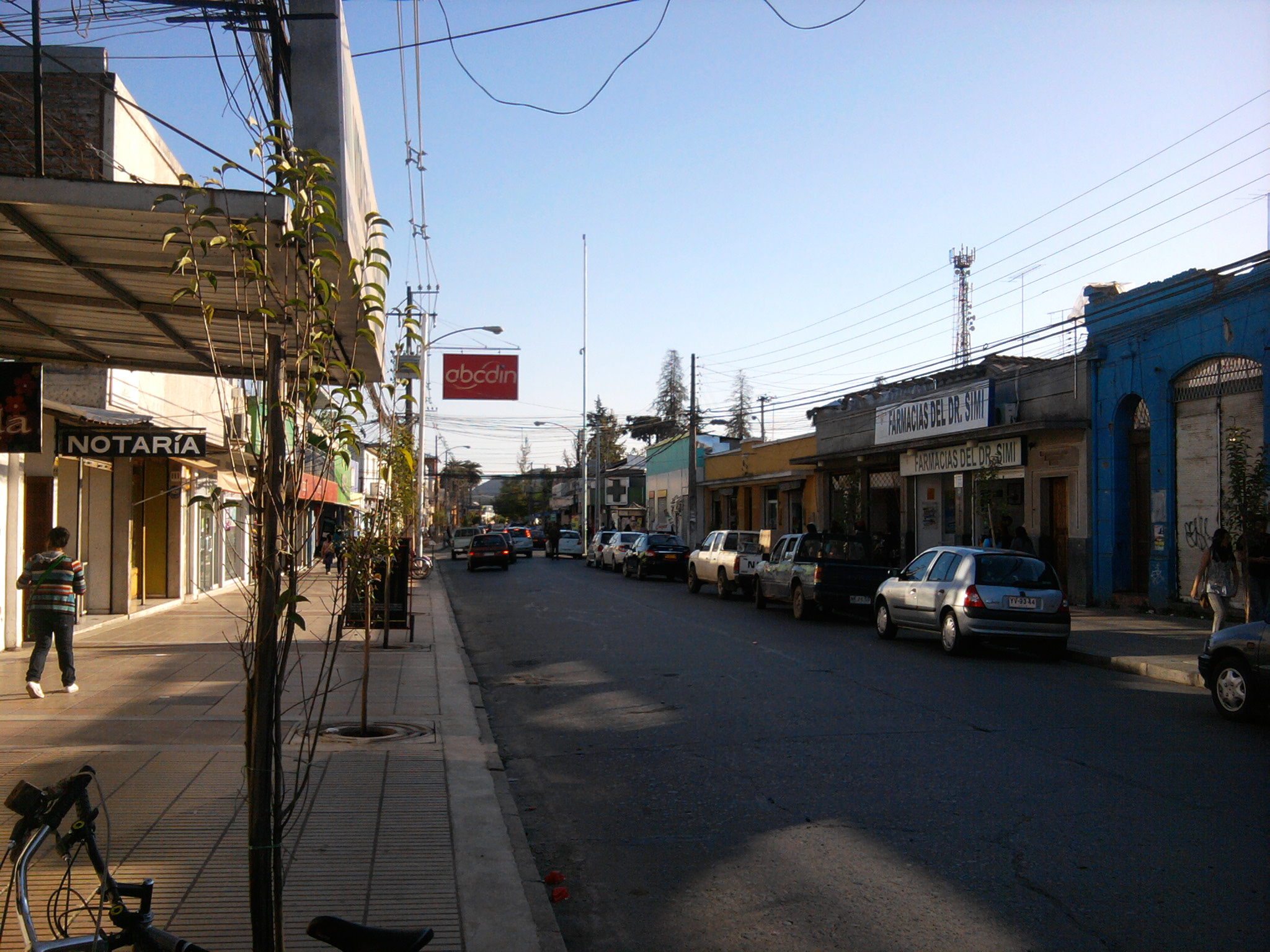
Rengo
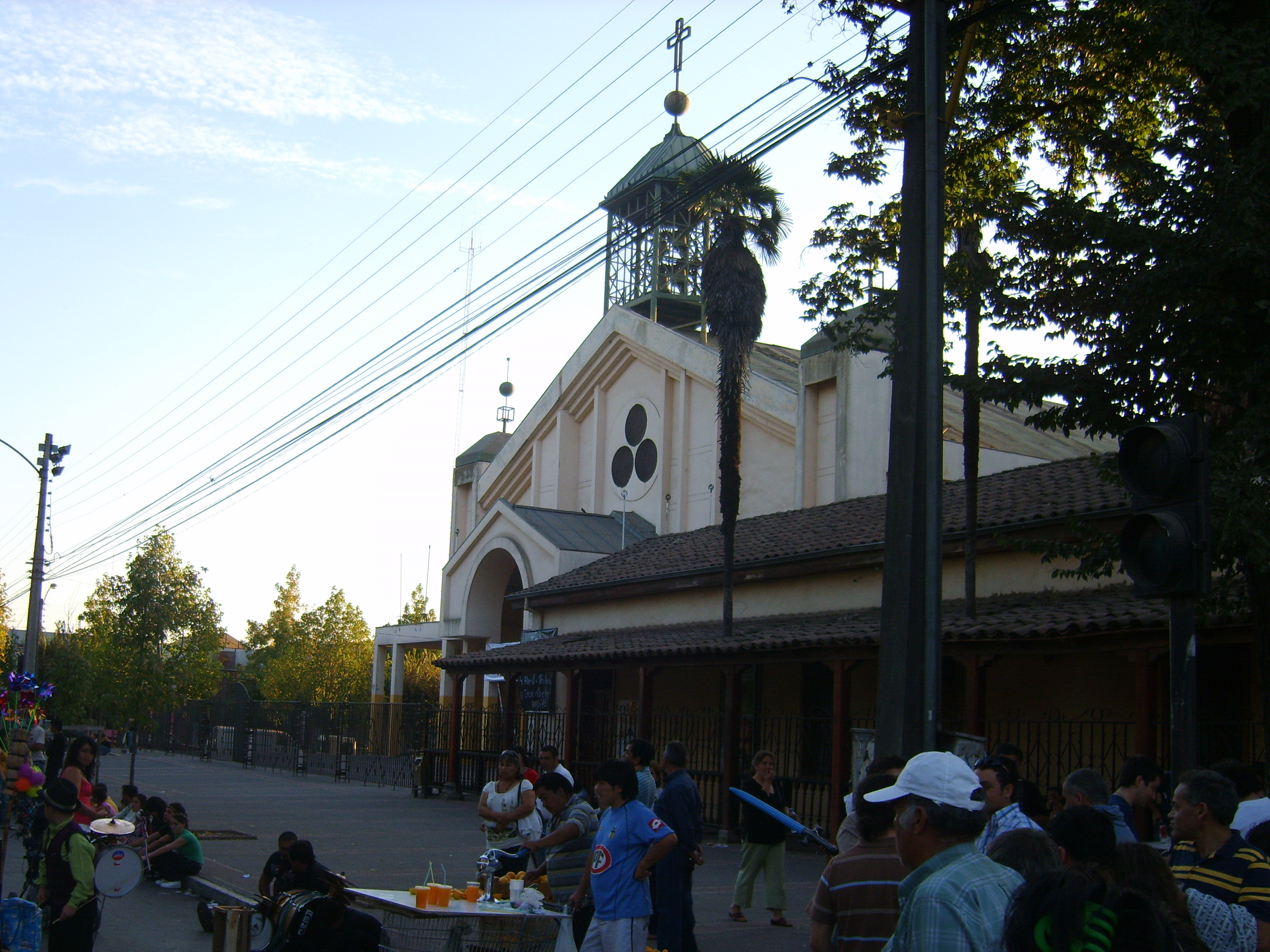
Basilica van Santa Ana in Rengo
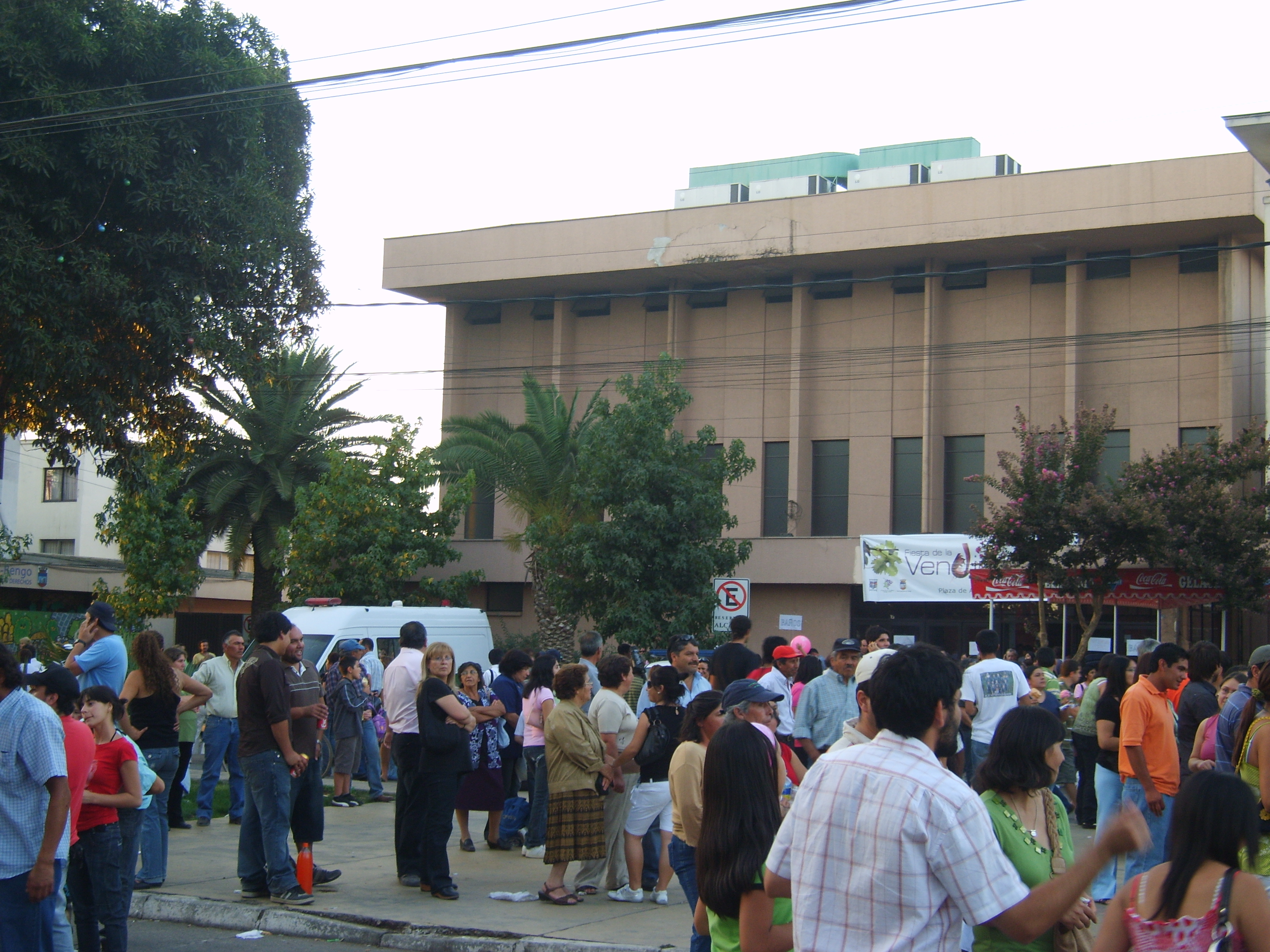
Gemeentehuis

- Library of Congress Control Number: n93074888
- Nationale Bibliotheek van Israël: 987007535456005171
- Virtual International Authority File: 160159142
- WorldCat: E39PBJvt8RPy7hMxjpHgd9hGpP